# Championnat d'Europe masculin de rink hockey 1961
Navigation
Championnat d'Europe masculin 1959 Championnat d'Europe masculin 1963
Le Championnat d'Europe de rink hockey masculin 1961 est la 25e édition de la compétition organisée par le Comité européen de rink hockey et réunissant les meilleures nations européennes. Cette édition a lieu à Turin, en Italie.
L'équipe du Portugal remporte pour la huitième fois le titre européen de rink hockey et conserve le titre acquis lors de l’édition précédente.

## Participants
Fin août, il est prévu que treize équipes participent à la compétition, mais seulement dix équipes prennent part à cette compétition. L'Allemagne n'engage qu'une équipe, la Norvège et la Danemark ne prenne pas part à la compétition. La formule du championnat qui devait se dérouler en deux poules est modifié à la suite de ces forfaits et contraint l'organisateur à revenir à un championnat à une seule poule. Les trois grands favoris de la compétition sont l'Espagne, l'Italie et le Portugal. 
- Allemagne
- Angleterre
- Belgique
- Espagne
- France
- Italie
- Pays-Bas
- Portugal
- Suisse : l'équipe composé de Barbey, Marcante, M. Monney, Liechti, Laubscher, Spillmann, Rieder[5] ambitionne de terminer dans le haut du classement[6].
- Yougoslavie

Lors de la compétition, le Chili obtient l'organisation des championnats du Monde de 1962.

## Déroulement
Le match d'ouverture oppose l'Espagne à la Hollande qui est facilement défait par les ibériques, de même que les Portugais l'emportent face aux Anglais. L'Italie à son tour l'emporte face à la Suisse. La Suisse perd de nouveau, cette fois contre la Hollande. Les anglais s'inclinent face à la Belgique. L'Espagne, le Portugal et l'Italie l'emportent face à leurs adversaires respectifs que sont la France, l'Allemagne occidentale et la Yougoslavie. Durant les premières journées, il n'y a aucune réelle surprise, bien que quelques rencontres soient plus disputées qu'à l'attendue.
Il faut attendre la rencontre face à l'Allemagne de l'Ouest pour voir la première victoire suisse qui enchaine sur une seconde victoire consécutive face à la France malgré une piètre prestation suisse selon leur presse nationale. La Suisse poursuit sur sa lancée en battant la Belgique alors que le trio de favori a remporté leur cinq premiers matchs.
La première confrontation directe entre les favoris voit s'opposer le Portugal et l'Italie qui se neutralisent avec un score de deux partout. Le Portugal l'emporte sur l'Espagne par un unique but.
Le match entre l'Allemagne et le Portugal a du être rejoué durant la nuit, en raison de la protestation du public à l'encontre des joueurs faisant preuve de trop de passivité. Le public, espérant une victoire allemande qui aurait permis à l'Italie de rester dans la course au titre, a projeté divers objets sur le terrain mais dont la rencontre n'a pas été interrompu. L'équipe italienne ayant par la suite perdu face à l'Espagne, la seconde rencontre entre l'Allemagne et le Portugal s'est déroulée plus calmement. Le Portugal obtient le titre de champion d'Europe.

## Résultats
| Rang | Équipe      | Pts | J | G | N | P | Bp | Bc | Diff |  | Résultats   |  |     |     |     |     |     |      |     |      |      |
| ---- | ----------- | --- | - | - | - | - | -- | -- | ---- |  | ----------- |  | --- | --- | --- | --- | --- | ---- | --- | ---- | ---- |
| 1    | Portugal    | 17  | 9 | 8 | 1 | 0 | 58 | 12 | +46  |  | Portugal    |  | 1-0 | 2-2 | 4-2 | 2-1 | 8-3 | 14-2 | 5-1 | 10-1 | 12-0 |
| 2    | Espagne     | 16  | 9 | 8 | 0 | 1 | 41 | 9  | +32  |  | Espagne     |  |     | 2-1 | 4-0 | 2-1 | 5-3 | 5-0  | 6-3 | 7-0  | 10-0 |
| 3    | Italie      | 15  | 9 | 7 | 1 | 1 | 27 | 7  | +20  |  | Italie      |  |     |     | 2-0 | 4-0 | 3-0 | 5-2  | 2-1 | 5-0  | 3-0  |
| 4    | Pays-Bas    | 10  | 9 | 5 | 0 | 4 | 36 | 15 | +21  |  | Pays-Bas    |  |     |     |     | 0-3 | 4-1 | 5-1  | 7-0 | 15-1 | 3-0  |
| 5    | Allemagne   | 10  | 9 | 5 | 0 | 4 | 32 | 16 | +16  |  | Allemagne   |  |     |     |     |     | 3-4 | 3-2  | 6-1 | 10-0 | 5-1  |
| 6    | Suisse      | 10  | 9 | 5 | 0 | 4 | 35 | 28 | +7   |  | Suisse      |  |     |     |     |     |     | 6-1  | 5-0 | 7-2  | 6-2  |
| 7    | Belgique    | 6   | 9 | 3 | 0 | 6 | 24 | 42 | -18  |  | Belgique    |  |     |     |     |     |     |      | 6-2 | 7-1  | 3-1  |
| 8    | Angleterre  | 4   | 9 | 2 | 0 | 7 | 22 | 43 | -21  |  | Angleterre  |  |     |     |     |     |     |      |     | 6-4  | 8-1  |
| 9    | Yougoslavie | 2   | 9 | 1 | 0 | 8 | 13 | 68 | -55  |  | Yougoslavie |  |     |     |     |     |     |      |     |      | 4-1  |
| 10   | France      | 0   | 9 | 0 | 0 | 9 | 6  | 54 | -48  |  | France      |  |     |     |     |     |     |      |     |      |      |